# Pierre-Henri Lamazou
Pour les articles homonymes, voir Lamazou.
Pierre-Henri Lamazou, né le 8 mai 1828 à Accous et mort le 10 juillet 1883 à Nevers, est un évêque de Limoges.

## Biographie
Prêtre du diocèse de Bayonne, Pierre-Henri Lamazou fait des études littéraires au petit séminaire d'Oloron-Sainte-Marie dont il devient par la suite l'un des professeurs éminents. Il complète sa formation ecclésiastique au séminaire de Saint-Sulpice, à Paris et est ordonné prêtre le 22 décembre 1854.
Il reste dans la capitale. Nommé successivement vicaire de l'abbé Hamon, à Saint-Sulpice, puis de l'abbé Jean-Gaspard Deguerry à l'église de la Madeleine, l'abbé Lamazou se consacre à l'œuvre des catéchismes.
Arrêté comme otage à l'époque de la Commune de Paris, en même temps que le curé de la Madeleine, l'abbé Jean-Gaspard Deguerry, il est détenu du 19 au 28 mai 1871. Pierre-Henri Lamazou a raconté les diverses phases de son arrestation et de sa captivité dans un ouvrage intitulé La Place Vendôme et la Roquette : souvenirs du commencement et de la fin de la Commune. 
Devenu curé d'Auteuil, dans le 16e arrondissement de Paris, c'est à lui que l'on doit l'actuelle église Notre-Dame, achevée en 1880. L'année suivante, il fonde, à deux pas de Sainte-Geneviève, une école privée catholique qui porte son nom.
Il est nommé évêque de Limoges par décret du Président de la République en date du 17 février 1881. Il est consacré le 29 juin de la même année par Raffaele Monaco La Valletta avec comme co-consécrateurs Giulio Lenti (pt) et Placido Maria Schiaffino. Il succède à Alfred Duquesnay nommé archevêque de Cambrai en remplacement du cardinal Régnier mort.
Le nouvel évêque montre, dans ses fonctions, les qualités qui l'ont fait apprécier à Auteuil. Bâtisseur, il mène à bonne fin l'achèvement de la cathédrale de son diocèse (raccordement de la nef avec le clocher). Le ministre de la Justice et des Cultes, dans un courrier daté du 12 juin 1883, lui annonce qu'un crédit de 50 000 francs vient d'être ouvert « pour la continuation […] des travaux d'achèvement de la cathédrale de Limoges, en cours d'exécution. »
Lamazou ne peut pourtant assister à l'aboutissement de son œuvre. Évêque désigné d'Amiens par décret du 3 juillet, il revient mardi 10 juillet 1883 de la station thermale de Saint-Honoré-les-Bains où il est allé prendre les eaux, lorsqu'il meurt, de mort subite en sortant du train en gare de Nevers, victime d'une rupture d'anévrisme. Il est âgé de 55 ans. Le corps du prélat est transporté à l'évêché. La cérémonie des funérailles de Pierre Lamazou se déroule à Limoges. Un autre service est célébré le 20 juillet dans l'église d'Auteuil.  

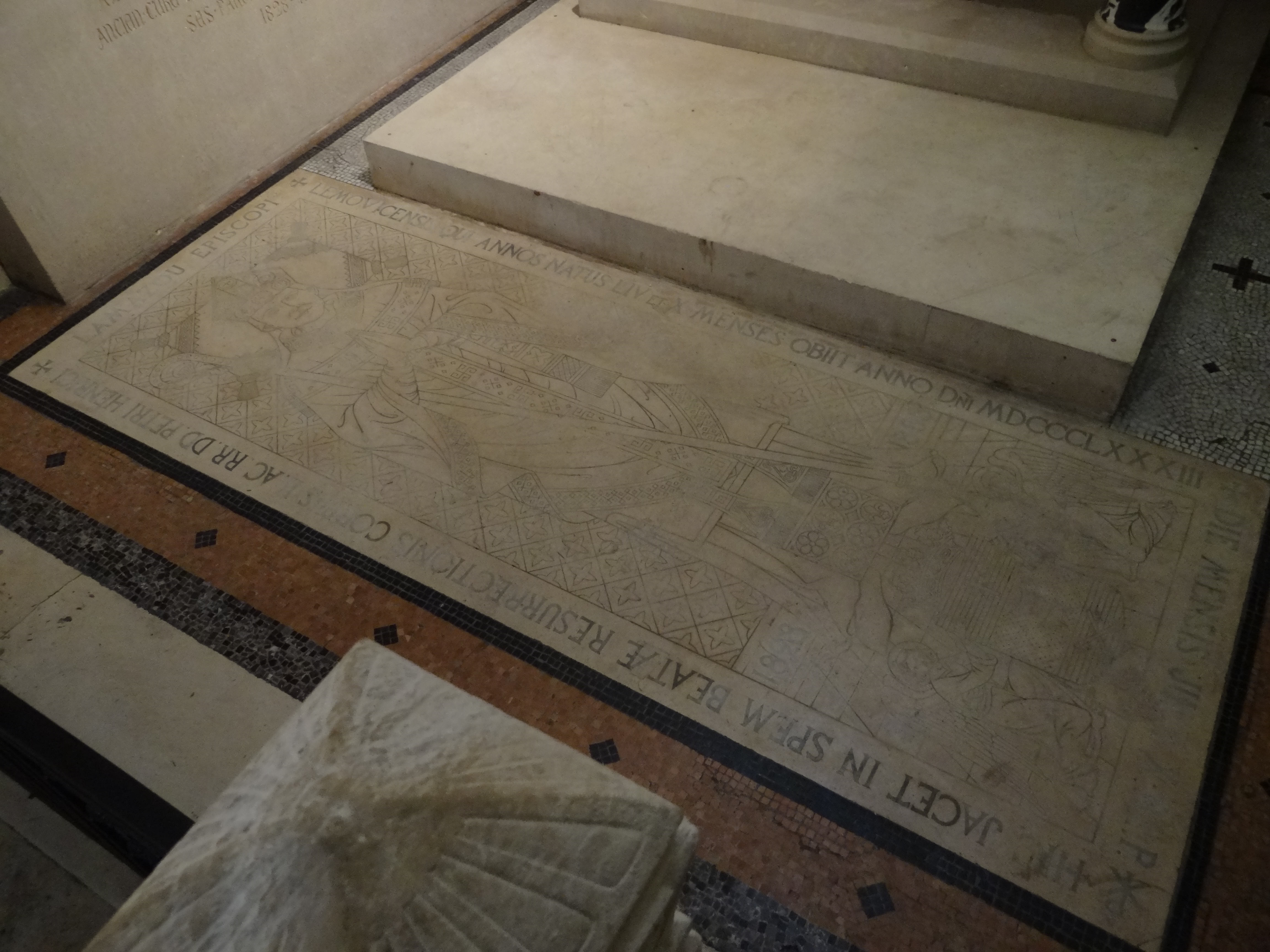
La tombe de Pierre-Henri Lamazou dans la chapelle des Âmes-du-Purgatoire de l'église Notre-Dame-d'Auteuil à Paris.

Pierre-Henri Lamazou est inhumé en 1884, dans l'église Notre-Dame-d'Auteuil, pour la construction de laquelle il s'était donné beaucoup de mal. Sa tombe qui se trouve sous le grand orgue, dans la chapelle des Âmes-du-Purgatoire, est surmontée de sa statue exécutée par Anatole Marquet de Vasselot.
Pierre-Henri Lamazou a été remplacé au siège épiscopal de Limoges par Benjamin Joseph Blanger, évêque de la Guadeloupe.

## Distinction
- Chevalier de la Légion d'honneur (30 octobre 1871)[7]